# Gbarma (klan i Liberia)
Gbarma är en klan i Liberia.   Den ligger i regionen Gbarpolu County, i den västra delen av landet, 80 km norr om huvudstaden Monrovia.